# スティーブン・バノン
スティーブン・ケヴィン・バノン（英: Stephen Kevin Bannon、1953年11月27日 - ）はアメリカのメディア幹部、政治戦略家、投資銀行家、ブライトバート・ニュースの元エグゼクティブチェアマン。ドナルド・トランプ元米大統領の政権下で、トランプの任期の最初の7ヶ月間、ホワイトハウスの首席戦略官を務めた。Facebookにおけるデータスキャンダルに関与したデータ分析会社ケンブリッジ・アナリティカの役員を務めた。
バノンは1970年代後半から1980年代前半にかけて7年間、米海軍の将校を務めた。兵役後、ゴールドマン・サックスで投資銀行家として働き、ヴァイスプレジデントとして退社。1993年、研究プロジェクト「バイオスフィア2」の所長代理に就任。1990年代にはハリウッドでエグゼクティブ・プロデューサーとなり、1991年から2016年までに18本の映画を製作。2007年には、2016年に「オルトライトのプラットフォーム」と評した極右サイト『ブライトバート・ニュース』を共同設立した。
2016年8月、バノンは2016年のトランプ大統領選で最高責任者に指名された。トランプ氏の勝利後、バノン氏はトランプ政権のチーフストラテジストに任命された。2017年8月18日にこの役職を退き、ブライトバートに再入社した。2018年1月、バノンは著書『Fire and Fury』で報じられた批判的なコメントが原因でトランプと反目、ブライトバートを退社した。
ホワイトハウスを去った後、バノンは共和党の体制に反対し、共和党の小選挙区では反体制派の候補者を支持した。バノンの支援を受けたロイ・ムーアが2017年のアラバマ州上院選で敗北したことで、政治戦略家としてのバノンの評価が疑問視されるようになった。バノンは自身が「世界的なポピュリスト運動のためのインフラストラクチャー 」になると宣言している。したがって、彼は日本をはじめ世界中の多くの国の右派ポピュリズム政治運動を支援してきた。

## 経歴
スティーブン・ケヴィン・バノンは1953年11月27日、バージニア州ノーフォークで生まれた。母親のドリスは専業主婦で、父親のマーティン・J・バノン・ジュニアはAT&Tで電話架線作業員および中間管理職として働いていた。彼の労働者階級、つまりアイルランド系カトリック教徒の家庭はケネディ、労働組合、民主党を支持していた。
1971年、バージニア州リッチモンドにある私立カトリック系高校ベネディクティン・カレッジ・プレパラトリーを卒業後、バージニア工科大学に入学した。大学では学生自治会会長を務めた。夏の間、彼は地元の解体業者で働いた。あまりに汚い姿で帰ってくるので、彼の母親はしばしば家に入るのを許す前にホースで水をかけて彼の汚れを落とした。1976年、同大学建築・都市学部を卒業し、都市計画で学士号を得た。
大学卒業後、1976年から83年までの7年間、海軍で大尉(O-3)を務めた。その間、太平洋艦隊第7艦隊将校としてUSSポール・F・フォスター駆逐艦に乗艦し、太平洋やアラビア海に派遣された。日本の横須賀基地にも何度も訪れ、海上自衛隊や韓国海軍との演習に参加した。また、ペンタゴンの海軍作戦部長特別補佐官としても勤務した。
海軍兵役中にジョージタウン大学エドムンド・A・ウォルシュ外交大学院で安全保障論を専攻し1983年に修士の学位を取得した。
同年にハーバード大学ビジネススクールに入学し、1985年経営学修士を優等で取得した。

### メディア・エンターテインメント
ハーバード大学卒業後、ゴールドマン・サックスM&A部門で投資銀行業務に携わり、1990年に退職、ビバリーヒルズでメディア専門の投資会社バノン株式会社を立ち上げ、成功を収めた。この時にはテレビ番組制作会社キャッスル・ロック・エンターテインメントをテッド・ターナーに売却する交渉を手がけた。娯楽メディアにも参入し、1993年にアメリカの国民的コメディドラマ『となりのサインフェルド』の番組放映権販売に携わった。当時、日商岩井を貿易のパートナーとしており、「90～93年にかけて、私は50％ほどの時間を日本と関わっていた」と述べている。1998年にバノン株式会社をソシエテ・ジェネラルに売却した。また、1993年には調査事業「バイオスフィア2」の代行取締役となった。
2005年から2008年まで香港と上海に滞在し、香港に拠点を置くオンラインゲーム会社のインターネット・ゲーミング・エンターテインメント（IGE）の経営に携わった。IGEが低賃金の中国人労働者を大量に雇ってMMORPGのWorld of Warcraftで獲得したゲームのアイテムをリアルマネートレーディング（RMT）する手法は物議を醸して集団訴訟も起きたが、この際の経験から熱しやすいゲーム愛好者の白人コミュニティを政治利用できる可能性（後のゲーマーゲートなど）を思いつくこととなった。
1990年代にハリウッドでエグゼクティブ・プロデューサーとなり、保守派の市民運動ティーパーティーを称賛する映画や、2008年の大統領選挙で共和党の副大統領候補だったサラ・ペイリンを擁護する映画など1991年から2016年までの間に18本の映画を製作した。2010年に大統領選への出馬を考えていたドナルド・トランプと出会い、助言を求められた。バノンは次のように述べている。「〔トランプ氏には〕カリスマ性があり、人間的に魅了されました。しかも鋭い直感を持った人です。大統領候補（当時）としてこれほど魅力にあふれた人は会ったことがありません。」

### ブライトバートとトランプ選挙戦
2012年、ブライトバート・ニュース・ネットワークの創業者アンドリュー・ブライトバートが死去した後、その経営権を引き継ぎ、会長に就任し、論客として知られるようになる。このころから反ヒラリー・クリントンの情報戦を本格化させる。選挙コンサルティング会社ケンブリッジ・アナリティカ役員でもあった。バノンの活動を支えたのが、ヘッジファンドであるルネッサンス・テクノロジーズの共同CEOロバート・マーサーで、マーサーはブライトバート・ニュースに1000万ドル（約10億9000万円）、トランプ陣営には1350万ドル（約14億7000万円）の資金提供を行った。
大統領選挙の投票を2ヶ月後に控えた2016年8月17日、バノンは大統領選挙の共和党候補であるトランプ陣営の選挙対策本部長に任命される。起用されたのは、バノンの分析力がトランプ、その娘イヴァンカ、娘婿ジャレッド・クシュナーらに信頼されたからとされる。大統領選挙では白人労働者をトランプ陣営に取り込む論拠をトランプ陣営に提供した。そして既成政治に絶望していた白人労働者層の有権者に焦点を当てた選挙キャンペーン・メッセージを積極的に発信した。
2018年3月17日、選挙コンサルティング会社「ケンブリッジ・アナリティカ」のリサーチディレクターであったクリストファー・ワイリーが内部告発し、Facebook 5000万人超のユーザー情報が不正に外部に流出したことが判明。バノンは、自身が大株主となっているケンブリッジ・アナリティカを通してヒラリー陣営切り崩しのためのターゲティング広告を行っていたことが判明する。

### トランプ政権
大統領選挙で勝利したトランプは同年11月13日早々に大統領上級顧問および新設ポストの首席戦略官にバノンを指名した。政権発足直後には「バノン大統領」「影（陰）の大統領」「ホワイトハウスの暗黒卿」「黒幕」「トランプ大統領の産みの親」などと呼ばれた。2017年1月28日、トランプ大統領はバノンを国家安全保障会議（NSC）の常任メンバーに指名し、統合参謀本部議長と国家情報長官を常任メンバーから外す大統領令を出した。これに伴いバノンはNSCで閣僚級の高官と同席することになった。オバマ政権で国家安全保障問題担当大統領補佐官を務めたスーザン・ライスは「イスラム国やシリア、アフガニスタン、北朝鮮に関する政策を決定する上で軍事的な助言（や機密情報）が必要なのは誰なのだ」として、今回の組織再編は「まったくいかれている(stone cold crazy)」と評した。
しかし同年4月4日、バノンはNSCの常任メンバーから外され、統合参謀本部議長と国家情報長官が常任メンバーに復帰する大統領令が出された。共和党の援助者レベッカ・マーサーがバノンに辞任せず職に留まるよう説得したと報じられた。バノンがNSCから外される大統領令にトランプ大統領が署名したら辞任すると言って変更にバノンは反対したが、挫折した。
バノンは国家安全保障問題担当大統領補佐官で戦闘的なマイケル・フリンに対する抑えとしての役割が期待されていた。しかし、フリンがロシアとの接触に関するスキャンダルによって辞任したことでNSC籍を置く必要がなくなったという見方もある。バノンはNSCの会議に1、2回出席しただけだったとも報じられた。トランプ政権内の人事についても、バノンとハーバート・マクマスター国家安全保障問題担当大統領補佐官との間で確執があったと報じられた。
バノンとクシュナー上級顧問との衝突も伝えられ、バノン本人は次のように述べている。「〔クシュナーと私〕には大きな政策上の相違があったと思う。…ホワイトハウス内部では、とても多くの闘争があった。しかし私は、それがあるべき姿だと思う。もしも意見の相違がなければ、我々は議論を交わすこともできないし、大統領に最善のアドバイスを提供することもできないからだ。私たちが最も争ったことが通商だった。」
トランプ大統領は同年4月11日に「スティーブ（バノン）は好きだが、彼は選挙戦の終盤に我々の陣営に参加したにすぎない」と距離を置く発言をした。
同年6月1日、トランプ大統領はパリ協定からの離脱を表明したが、この決定は離脱を主張していたバノンとプルーイット環境保護庁長官の2人が、残留を主張していたティラーソン国務長官やイヴァンカ大統領補佐官とその夫クシュナーを論破したことによると報じられた。
大統領首席戦略官および上級顧問在任中について、バノン本人は「私はチームプレーヤーではないので、ホワイトハウスでは〔仕事を〕楽しめなかった」とも述べている。

### 首席戦略官の辞任
大統領首席戦略官および上級顧問解任後、バノンは自ら辞意を示し、同年8月18日にホワイトハウスを去った。バノンは首席戦略官を解任される2日前、インタビューで「〔北朝鮮問題に〕軍事的解決策はない。…〔交戦によって〕ソウルで1000万人が死亡するという問題を解決できない限り、軍事オプションは意味をもたない。中国とは北朝鮮の核開発凍結の対価として朝鮮半島からの在韓米軍の撤退も取引できる」とトランプ大統領と矛盾することを述べていたことが解任された理由の一端ともされる。
バノン本人はホワイトハウスを去った理由を「〔私がホワイトハウスを去ったのは〕外部から援護射撃をしたかったからだ。もともと、1年ほどしか働くつもりはなかった。2016年8月にトランプ陣営の最高責任者になり、ホワイトハウスを去ったのも1年後の8月。私はホワイトハウスのスタッフには向いていない。私には自分のメディア企業があるし、他のビジネスもある。トランプ氏のために働くことは大変光栄だったが、スタッフの一員でいることは苦痛だった。…〔ホワイトハウスの〕居心地が悪かったということはないが、ホワイトハウスのスタッフは連邦政府の職員だ。政府の職員になったら、何をするにしても縛られる。今では、私が大事だと思うことを実行できる柔軟さがある」と述べた。また、クシュナーがバノンの解任を大統領へ進言したとも報じられている。
バノンがホワイトハウスを去ると、古巣のブライトバート・ニュースは直ちに同年8月18日付でバノンが会長に復帰すると発表した。この日バノンはブルームバーグ・テレビに対して次のように話した。「自分はホワイトハウスを去り、トランプのために、トランプの敵との戦争を始める。その敵はキャピトルヒル（連邦議会）やメディアやアメリカの経済界にいる。」
翌19日、トランプ大統領はツイッターに「バノンに感謝したい。彼は不正直なヒラリー・クリントンに対抗して立候補した私の運動に参加してくれた。それは素晴らしいことだった。Thanks S」と投稿した。

### トランプ政権離脱後の活動
ホワイトハウスを去った後、バノンは共和党内のエスタブリッシュメントに反旗を翻し、共和党の予備選挙ではエスタブリッシュメントに反抗する候補を支援した。バノンは共和党現職議員の一部がトランプ大統領を十分に支援していないと見なしており、トランプ政権離脱後、バノンはそれらの議員の落選に努力し、同年10月、共和党の予備選挙では現職の共和党上院議員7人のうち6人への対立候補への後援を計画していると述べた。彼は候補者が彼から後援の条件として、ミッチ・マコーネルが上院多数党院内総務になることに対して反対票を投じると誓うこと、そして上院の議事進行妨害を終わらせると誓うことと述べた。
同年9月、香港を訪れて中国国営企業の中信證券（CITIC Securities）の子会社CLSAグループのフォーラムに出席し、退任後初めて講演を行った。講演では政治的な話題に触れるだけでなく、かつて中国への旅を夢見て米軍の太平洋艦隊を志したと語り、特に70年代に見たイギリス統治下の香港の魅力に惹かれと述べ、2005年から2008年まで香港と上海に滞在した思い出を懐古した。フォーラム開催地のグランドハイアット香港の外では梁国雄ら香港の民主派活動家が習近平とバノンの顔を並べたプラカードを掲げて「人種差別主義者、民族主義者は歓迎しない」と抗議活動を行った。また、バノンは習総書記の最側近の一人である政治局常務委員の王岐山に招かれて北京の中南海で90分間、秘密会談を行った。
同年11月、一般財団法人「人権財団」などが都内で開催している中国の民族、人権問題、平和などについて話し合う会議「諸民族青年リーダー研修会」に招かれて来日した。
同年12月6日、ワシントンで自民党の河井克行総裁外交特別補佐と会談した。同月16日、ベルサール渋谷ファーストで開催された保守系政治イベントJ-CPACで講演した。バノンは来日の目的を日本の保守派に影響をおよぼすためと語った。
12月22日、ロシア政府による米大統領選干渉疑惑を調べている米下院情報特別委員会は、バノンに対して2018年1月上旬に証言をするよう要請した。
2018年1月3日、ジャーナリストのマイケル・ウォルフの著書『炎と怒り』の中のインタビューでバノンがトランプの長男ドナルド・トランプ・ジュニアやクシュナーといったトランプ家とロシアの関係を「売国的」「非愛国的」と断じたことに対し、トランプは声明で「スティーブ・バノンは私や私の政府と無関係。解任されたら仕事どころか正気も失った」と非難、「スティーブは、党の指名獲得後に雇ったスタッフの1人だ。我々の歴史的勝利にスティーブは無関係」と述べてトランプ政権へのバノンの貢献も否定した。一方でバノンはトランプを「偉大な人物」として支持し続けることも表明した。これに対してトランプは「彼は私を偉大な人物と呼んで明らかに調子を変えたが、彼とは話をしない」と繰り返し述べた。後援者であったレベッカ・マーサーも現在はバノンの支援をしていないし、バノンの最近の行動や発言も支持しないと述べた。トランプはマーサー家の対応を歓迎し、バノンを「だらしのない」「捨て犬のようだ」と罵倒した。ブライトバートはバノンの解任を検討していることを明らかにし、9日にバノンはブライトバートの会長を辞任した。
2018年7月には、ブリュッセルに「ムーヴメント財団」を設立し、ヨーロッパの右派ポピュリスト勢力を結集させるとした。
2020年11月5日、バノンのオンライン番組である『ウォールーム・パンデミック（War Room: Pandemic）』にて米政府関係者（クリストファー・レイFBI長官、アンソニー・ファウチ国立アレルギー感染症研究所所長）を斬首すべきと呼びかけた。Twitterは「暴力の賛美に関するポリシー」に違反するとしてアカウントを恒久的に停止し、YouTubeは問題のエピソード動画を削除した。
2021年1月6日に発生した議会議事堂襲撃事件を調査する下院特別委員会で、10月14日に証言することを召喚状で命じられていたが、トランプ前大統領側が「大統領特権」を理由に証言拒否を求めたのを受け、応じない意向を示した。バノンは事件前日に混乱が起きることを予告しており、同委員会は、バノン氏が事件に関する何らかの情報を得ていた可能性があるとみている。10月21日に下院本会議でバノンを議会侮辱罪で刑事訴追するよう司法省に求める決議案が賛成多数で可決された。11月12日、司法省は連邦大陪審がバノンを議会侮辱罪で起訴したと発表した。2022年7月22日、ワシントンの連邦地裁はバノンに議会侮辱罪で有罪評決を言い渡した。10月21日、連邦地裁はバノンに禁錮4カ月、罰金6500ドルの量刑を言い渡した。バノンは判決を不服として控訴。2024年5月10日、ワシントンの連邦高裁はバノンの控訴を退け、一審判決を維持した。6月6日に連邦地裁は7月1日までに刑務所に出頭するよう命じており、バノン自身は最高裁まで争う姿勢を見せたが、収監される可能性が高いとされている。7月1日にコネチカット州の連邦刑務所に出頭し、収監された。

### 国境の壁建設をめぐり逮捕
2020年8月20日までに、郵便監察局の捜査員によってバノンら4人が逮捕、詐欺や資金洗浄を共謀した罪で起訴された。アメリカ＝メキシコ国境に壁を建設する費用の名目で、数十万人からクラウドファンディングで資金を集め、その一部を着服した疑い。バノンは同日、ビデオリンクでニューヨーク連邦地裁に出廷して無罪を主張。保釈金500万ドルを支払い保釈された。米政府倫理局のウォルター・シャウブ元局長は「バノンを誰が逮捕したか知ってるか？郵政公社だ！郵政公社を救え！」とツイートした。2021年1月20日、トランプ大統領はバノンの恩赦を決定した。

## 主張

### ナショナリズム
バノンは親イスラエルの「誇り高きクリスチャン・シオニスト」を自称しており、経済ナショナリストの立場から白人ナショナリストであることは否定している。関税などで自国の産業を守り、移民規制で自国の国民の雇用を守ることを主張する。年間所得が500万ドルを超える人たちへ課す連邦所得税増税も主張している。バノンは自身を「米国の労働者階級の輝きを取り戻さなければならないと考えるナショナリストだ。…私は白人ナショナリストではなく、ただのナショナリストだ。経済ナショナリストだ。…自分が持つ反既成秩序の傾向は雇用問題に突き動かされたものだ。…元米大統領アンドリュー・ジャクソンのポピュリズム（人民主義）のような、全く新しい政治運動を私たちはつくり出そうとしている。…それは全て雇用に関連している。…米国の道路や造船所、製鉄所を再建するための1兆ドル規模のインフラ計画を推進している男、それが私だ」「私はポピュリストです。そうでしょう? 私はトランプ氏の選挙戦に加わる前は、新しいサイトを運営していました。それは、たくさんのポピュリスト的ニュースを掲載し、労働者階級や中産階級をターゲット層にするニュースサイトです」「私は経済ナショナリストで、国際主義者ではない。ブライトバートという保守的なメディア、人によっては右翼とも言うが、その運営者という立場で〔アメリカ大統領〕選挙戦に携わった」
グローバリゼーションがもたらした米国の労働者階級の没落に伴うアジアの台頭に批判的で、「シリコンバレーではCEOの3分の2または4分の3が南アジアやアジアの出身者だ」と述べた。ただし、ハフィントンポストによると、2015年5月の調査でシリコンバレーのアジア系専門職は全体の27%、アジア人のマネージャーは19%未満、役員は14%以下である。「IT業界はH-1Bビザを都合よく利用している。7割のシリコンバレーの技術者は外国人である」と主張し、H-1Bビザに肯定的な第二次トランプ政権の有力者イーロン・マスクを「本物の悪党」と非難しており、マスクを「トップクラスの加速主義者」と評している。
中国共産党は全体主義・重商主義社会を広げようとし、世界制覇を目指しているが、ヨーロッパ、北米、韓国や日本など自由と民主主義の力を持つ国々は立ち向かわないとだめだと主張する。また、米政権を担ってきた米国のエリートたちには中国の台頭を許した責任があり、「米国のエリートたちは、中国に雇用が奪われることに危機感を覚えず、米国が落ちていくのを許した。それこそが、米国を再び偉大にした『デプロラブル』たちが、見たくない現実だったのだ。」述べた。

### 伝統主義
バノンは20世紀初頭のフランスのエゾテリスム思想家ルネ・ゲノンに傾倒しており、伝統主義を信奉している。彼は、西洋が没落した現代は間違っており、もっと古い時代の伝統に戻るべきだと考えているとされる。具体的には、1314年のテンプル騎士団の壊滅と、1648年のウェストファリア条約が西洋の精神的な没落の始りだと考えているという。そして「ヨーロッパや日本、そしてアメリカにいたる世界中で、伝統への回帰を先取りする動きとして、国粋主義者の台頭がある」と彼は考えているという。

### 労働者層とアンチ・エスタブリッシュメント
バノンは「私は平均的な人間で、米国の労働者層の家庭出身だ。」と述べ、自らの出自が労働者階級、ブルーカラーであることを強調する。低所得の一般人（リトル・ガイ　Little guy）の代表を自任し、弱者を気遣う立場をとり、累進課税に賛成している。
バノンは労働者層をデプロラブル（deplorable 惨めな）として、彼らがトランプ支持層であるとする。2017年11月には、米国内の工場や仕事が中国に流出するなどの雇用や経済状況の変化について最初に知っていたのは労働者層で、トランプを支持したと述べ、労働者層であるデプロラブルは、工場や雇用を国に戻してほしいと切望しているとする。「〔労働者階級や中産階級〕は裕福ではなく、共和党の巨額の献金者ではありません。」とも述べている。
バノンはエスタブリッシュメント（エリートの既得権者）に対して批判的で、彼は革命という表現まで使ってアンチ・エスタブリッシュメントを主張している。バノンは「ウラジーミル・レーニンは国家を破壊しようとしたが、それこそ私の目標だ」と述べ、レーニン主義者を自称し、「私はストリート・ファイターだ。それはトランプさんも同じです。…私は破壊者です。」とも述べている。
2016年11月には「グローバル主義者たちがアメリカの労働者階級を滅ぼし、アジアに中産階級を生み出した」と述べた。シリコンバレーとウォール街エリートやミッチ・マコーネルなどの共和党主流派を「仲間の米国人のことを忘れたグローバリスト」とし敵視し、また一帯一路を計画する中国を敵視している同年9月にはバノンは「テッド・クルーズ氏（テキサス州選出の保守派）を除く、再選を迎える共和党上院議員をすべて入れ替える」と述べた。

### 共和党主流派への批判
バノンとトランプは、それまでの共和党主流派とは違う、反エスタブリッシュメントで、反エリートの意識こそがこれからの新しい保守派の有権者を動かすと考える点で2人は一致しているとされる。
2017年11月にバノンは「草の根組織、小市民、トランプ大統領が「忘れられた男」と呼ぶ人々とお偉方との間には常に緊張関係があった」「それがアメリカ上院における草の根組織とミッチ・マコーネル氏の間の戦いに飛び火している」と述べた。「〔アメリカの共和党内の〕分断は非常に大きい。『デプロラブル』を支持層に持つ我々のような集団と、エスタブリッシュメント（既得権層）の支持を受けた集団だ。不幸なことに、私たちが票を、彼らがカネを持っている。ある意味、衝突があるのは自然なことなんだ。」
2017年11月は、バノンが宣戦布告をしたのはミッチ・マコーネルに代表される共和党の主流派に対してであったと述べる。共和党主流派はトランプ大統領を支えてこなかったし、オバマケアを廃止し、新しいものに置き換える取り組みにおいて大失敗を犯し、また、トランプの選挙戦に絡んだロシア疑惑を調査委員会においても失敗していると批判した。
バノンは2018年11月の中間選挙で共和党主流派を追い落とし、企業や富裕層に支配された共和党を経済ナショナリズムと移民抑制に賛同するポピュリズム政党に作り替えようとしているとされる。彼は米フォックスニュースのインタビューでは次のように語った。「あらゆる手段を尽くして連中〔共和党主流派〕を狙う。われわれはトランプが進めようとしたアジェンダを支持しない主流派に宣戦布告をしている」。

### 日本
バノンは親日家とされ、「日本は大好きなんです。若い頃、海軍の第7艦隊にいたんです。…横須賀です。富士山にも登る機会がありました。…〔日本食は〕大好きです。」と述べ、また「ぜひ日本でブライトバートの事業を始めたい」と述べた。
日米同盟
日本は太平洋地域においてリンチピンの役割を果たしており、アメリカにとって最も古く関係の深い同盟国であり、アメリカの太平洋戦略の中心的存在で、「日本ほどかけがえのない重要な同盟国はない」と述べた。トランプ大統領がアジア歴訪の際最初に日本を訪れたのは日本との同盟関係や友情をより強固にするためで、「米国は日本人にとても親近感がある。両国は素晴らしい同盟関係を結んでいるし、今後もその関係は続くだろう」。
大統領顧問時代には、アメリカ、日本、オーストラリア、インドという海洋国家によるインド太平洋海洋戦略を策定中であり、日本はその中心にあると述べた。これは中国を囲む輪のようなものであるが、「封じ込め」と呼びたくはないと述べる。「日本は1930年代と1940年代に第二次世界大戦にかけてとても困難な時期も経験しました。だから日本は、中国で今起きている多くのことを理解していると思います。」と述べた。
日本の軍事力強化について太平洋における日本の役割からすれば自然な進化であり、理にかなうと評している。また、トランプ大統領は西太平洋を重視し、日米関係の強化を目指しているとする。
日本の核武装や安全保障面で果たす役割については日本が決めることだと述べた。「北朝鮮の核武装や南シナ海での中国の動きを直視すべきです。…世界は日本にとってどんどん危険な場所になっているという現実に日本人は目を向けるべきです。そうした世界においては日本が軍備を増強し、日米同盟をさらに強力なものにするのは理にかなった選択です。将来を考えたら、日本人はかつてのように受け身ではいけません。世界は変化しているのですから。」
安倍晋三
バノンは安倍晋三首相を尊敬し、「個人的な大ファン」であるとし、安倍のナショナリズムは本当に素晴らしく、「（安倍は）“トランプが大統領に就任する前からいたトランプ”（Trump before Trump）ではないか」と称賛した。バノンは「〔安倍首相は〕とても思いやりのある人で、国益を大事に考えている人で、とても思慮深い人です。トランプ大統領に対しても、とてもオープンで率直な人だったと思います。…〔日米〕両国はビジネスにおける取引、そして2人のすばらしい友情により結び付いている」と述べた。
また、バノンによれば、トランプ大統領は安倍晋三首相と個人的にとても親しく、同僚そして友人であるとも考えており、彼は安倍の思想と行動力を高く評価していると述べた。「トランプ氏は非常に人に好かれるタイプだ。他人と良い関係を築くことを好み、安倍首相とも強固な関係で結ばれている。」
TPPと貿易
バノンはトランプ大統領の貿易政策は韓国や日本を排除するわけではなく、合理的で、均衡を生む互恵的な貿易関係を言っているとし、この関係があれば、アメリカで製造業の雇用が減ったり生産性の低下を招いたりせず、経常赤字にもならず、強力な軍事同盟を強化でき、赤字問題も解消され、日本との貿易不均衡を是正することができるとする。オバマ政権のアジアへの再均衡（リバランス）政策はあまり進まなかったともいう。
TPPには強く反対しており、自らが離脱をトランプとともに推し進め、TPPは中国に「反中同盟」と解釈される可能性があるので二国間の互恵的な貿易協定が理想的とする。
トランプ大統領のアメリカ第一主義は孤立主義ではなく、アメリカが各国と直接的なパートナーシップを結ぶこととする。
元々のTPPの合意は、アメリカが参加したいと思うような内容ではなかったし、アメリカは、パリ協定やTPPのように参加国がいくつもいて一部の参加国が決めた規則に縛られるような関係は結びたくないし、内容の透明性を求めているとする。「日本政府の誰もが、TPPの結末がどうなるか理解していただろう。」とし、2017年年12月16日にTPPに米国は参加しないだろうと述べた。

### 北朝鮮
北朝鮮は中国の従属国家であるとし、北朝鮮情勢はアメリカから中国に引き渡されるべきであり、米中の2国間の直接の交渉によって解決策を見出すことを望むと述べる。北朝鮮問題の解決にはとにかく中国が重要で、中国なしでの解決はできないとする。
北朝鮮に石油を供給しているのは中国であり、中国は北朝鮮への経済制裁と非核化を確実に実現できるので、アメリカは中国に圧力をかけ続けるべきと述べる。
「北朝鮮に関しては軍事的選択肢はありえない」とも述べ、これは中国が北朝鮮に対して極めて大きな影響力を持っているので、選択肢はアメリカと中国の間のものであるという意味であった。
北朝鮮の非核化は中国の国益になるし、また、中国企業に制裁を科したり世界の金融市場から中国を閉め出すなど、アメリカは中国に対して影響力を依然として持っているとする。
「トランプ大統領は習国家主席ととても強い良好な関係を持っていると思います。彼と習国家主席は、やがてこの問題の解決策を見いだせるでしょう。…〔アメリカ政権内部の人々〕は、中国企業とアメリカ企業や、中国市場とアメリカ企業の間で、2000億ドル以上の規模の合意を発表しました。」
「トランプ大統領に対するメディアの誤解の1つは、彼が就任したら、すぐに引き金を引いたり爆撃を行ったりするだろう、というものでした。…私は〔北朝鮮問題は〕全く行き詰まっているとは思いません。…〔この問題は〕動いています。進行中なのです。北朝鮮のような問題は、一夜にして解決できるものではありません。／トランプ大統領はそのプロセスに携わっている」とし、国連安全保障理事会での北朝鮮への制裁はアメリカが持ち込み、ロシアも中国も棄権することなく、15対0で制裁が2回採択されたのはアメリカとニッキー・ヘイリー大使の努力によるとした。
- 北朝鮮の核問題を解決する最善の方法はトランプ大統領が現在まさに実施していることだとし、米国が同盟国とともに、中国に圧力をかけ続けることだとする[15]。「日本人は事態を深刻にみるべきだ。北朝鮮は日本の方角に弾道ミサイルを発射するのをためらわなくなっている。」「国連で中国とロシアの協力も得て対北朝鮮制裁を行ってる。しかし、トランプが訪中して習主席と直接対話したことが最重要だ。[15]」

北朝鮮の金正恩について「合理的で計算高い人物」「とても理性的な人間」で「彼は自分の持つカードを賢く使っている。彼が教養がなく頭が悪いと思っている人に『そうではない』と強く勧告したい。」と述べている。金は「レッドラインを踏み越えるようなことはしない」との分析を示すとともに、核・ミサイル開発を進める北朝鮮に対して米国が軍事行動に踏み切れば「犠牲者が多すぎる」として現段階での米国の軍事行動に慎重な姿勢を示した。ただし、「一般市民として言いますが、北朝鮮はすでにレッドラインを越えている。朝鮮半島は“核の半島”なのです。これは臆測ではなく事実。だからこそ中国と向き合う必要がある。」とする。
- 前原誠司議員（希望の党）や自民党議員、シンクタンクの会長との夕食で「北朝鮮には原発が50基ある」と述べた[115]。
- 「トランプ氏に感心したのは『ちょっと待て、これは実際、中国の問題だ』と言った点だ」。[110]」
- 「北朝鮮問題の解決のための鍵を握るのは中国だ。…北朝鮮は、制裁の影響を何ら感じていない。中国から石油、石炭など、多くの必要な資源を得ている。北朝鮮のミサイルや核開発は、中国の何らかの支援がなくてはできないということは、公然の秘密だ。…トランプ大統領も、誰も、〔北朝鮮との〕戦争を望んでいない。戦争はアメリカにも、日本にも利益をもたらさない。[116]」

### 中国
2017年9月、バノンはかねてから中国が米国に代わって覇権を握ろうとしているとして中国との経済戦争や南シナ海での衝突の可能性を語るなどトランプ政権内の中国脅威論者の代表格と目されていた。しかし、バノンは「習主席は並々ならぬ賢い人」とも評価する。
また、バノンはトランプ大統領が習主席を世界で最も尊敬してるリーダーと見ているとも語っていると称賛した。
- また、「経済戦争は回避できると私は信じる。そのためには中国は米国に対する経済戦争を止める必要がある」[118]と述べ、米中の貿易問題を解決すれば南シナ海や北朝鮮の問題にも役立ち、第二次世界大戦や冷戦時代の米中同盟の例を挙げて二国間関係を強化できると主張した[118][120]。
- 米中貿易摩擦の是正の必要性に触れつつ「決して私は反中派ではなく、深い敬意を中国に抱いてる」[113]と述べた。
- 同年11月15日に東京で行った講演で、中国が2025年までにフィンテック・半導体・ロボット・人工知能などの分野で覇権を握ろうとしてることに警鐘を鳴らした[27][121][122]。
- 2017年12月に東京で、米国の歴代政権を「米国を中国の属国のようにしてしまった」と批判し[123]し、「英国が欧州連合（EU）からの離脱を決め、米大統領選でトランプ氏が勝利した背景には、中国の存在がある。…中国に工場が移ったことで雇用が奪われ、米国や英国では『忘れられた人々』が生まれた。それらの人々が強い意志を示したから二つの現象が生まれた」と述べた[124]。
- 同月中旬には「習近平は今世紀で最も重要な政治家だ。真の21世紀は第十九回党大会での彼の演説から始まったかもしれない。AI・ロボット・半導体・一帯一路・人民元のオイルマネー化・フィンテックで中国の目標が達成されれば日本と米国は中国の属国になる。西側諸国は中国の民主化に期待せず、中国に法の支配を植え付けるべきだ」と述べた[125]。

### ヨーロッパ
ホワイトハウスを去って以来、バノンはヨーロッパのさまざまなナショナリストやポピュリストや保守派の政治運動に参加したりそれらを支持したりしてきた。そうした運動の中にはフランスの国民戦線、ハンガリーのフィデス＝ハンガリー市民同盟、ドイツのための選択肢、スウェーデン民主党、オランダの自由党、イタリアの北部同盟、オーストリア自由党、スイス国民党、イギリス独立党、フランドルのフラームス・ベランフ、ベルギーの人民党、スペインのVox、真のフィンランド人そして汎ヨーロッパ・アイデンティタリアン運動も含まれていた。バノンが考えるところによると、上記のヨーロッパにおけるさまざまな運動は、日本の安倍晋三、インドのナレンドラ・モディ、ロシアのウラジーミル・プーチン、中国の習近平、トルコのレジェップ・タイイップ・エルドアンそしてアメリカのドナルド・トランプと共に、そしてエジプト、フィリピン、ポーランド、そして韓国の同様のリーダーたちもが、ナショナリズムへと向かう地球規模の変化の一部であるとする。
2018年7月20日、リベラル系ニュースサイトデイリー・ビーストによると、バノンはEUが本部を置くベルギーのブリュッセルに「ムーヴメント財団」（The Movement）設立を計画している。この財団は欧州の右派ポピュリスト勢力を支援し、米富豪ジョージ・ソロスの慈善団体「オープン・ソサエティ財団」の対抗勢力となるものだという。ムーヴメント財団は世論調査やメッセージの発信に関する助言、データから戦略を構築する「データ・ターゲティング」、シンクタンクの調査研究活動などの主要な情報源となることを目指し、政策の研究・立案などを行い、選挙戦術なども含め、欧州各国の勢力と共有を図るとしている。この財団は2019年5月に予定されている欧州連合（EU）の欧州議会選挙でEU懐疑派の連携を促し、EU懐疑派による3分の1程度の議席獲得を目指すとバノンは『デイリー・ビースト』に述べた。また、数10年にわたって続いてきた欧州の統合は今後数年で終わると断言。「右派ポピュリストのナショナリズムが湧き起こり、それが支配的になる」、「各国が独自のアイデンティティーと独自の国境を持つようになる」と述べた。

### 戦争
国外の軍事介入に対しては懐疑的であり、アフガニスタン、シリア、ベネズエラに対するアメリカの介入を拡大しようとする案に反対してきた。2003年のイラク戦争にも反対している。

### 地球温暖化
地球温暖化に懐疑的で、地球温暖化の正しい情報源としてハートランド研究所の報告書を挙げている。地球温暖化の問題の権威として気候変動の否定派として有名な物理学者のウィリアム・ハッパー（プリンストン大学名誉教授）を挙げている。

## 評価

### 好評
- トランプ大統領は2016年11月13日の政権人事発表中「スティーブ〔・バノン〕とラインス〔・プリーバス〕は非常に有能なリーダーで、選挙では協力して歴史的な勝利に導いてくれた[21]」と述べ、2017年12月には「私はバノンが好きだ。彼は私の友人だ」[110]、2019年8月2日には「私の優秀な生徒の一人が今も大のトランプファンであることが分かってうれしい。スティーブが私の陣営に加わったのは私が予備選挙に勝った後だったけれども、私は彼と働くのが大好きだった! 」とツイッターで述べた[126]。
- 安全保障アナリストの部谷直亮は「バノンは、ジョージタウン大学とハーバード大学の修士号（安全保障、経営）を持っており、かつ米海軍のトップである海軍作戦部長の特別補佐官を務めた経験をもっている。海軍作戦部長の特別補佐官はそう簡単になれるポストではない。そして、それは戦友からも、今もなお高い評価を受けている。…〔我々はバノンを〕ずば抜けた能力と強大なバックを持つ人物とみなすべきであ〔る。〕[127]」。
- 希望の党の前原誠司議員はバノンについて「仕事のためにお酒も飲まなければ、ゴルフもしないというストイックさと、雄弁さに感銘を受けました」と述べた[128]。
- ジャーナリストの木村太郎は「バノン氏のブライトバート・ニュースが再び総力をあげて大統領支援の論陣を張るようになると、トランプ大統領の今後は米国の主要メディアが伝えるほどには暗くないのではないか。[38]」
- 原口一博議員はバノンは新保守主義やネオリベラリズムに反対しているとする[129]。

### 悪評
- 森川聡一は「日本に落とした原爆から出た放射能は健康増進に役立った」と主張する大富豪(マーサー)から巨額の資金援助を受け、反クリントンに誘導する情報戦を展開、メディアもバノンが仕組んだ巧妙なプロパガンダにひっかかったと指摘する[130]。
- 宮家邦彦は、トランプが再選のためにバノンに再接近しており、トランプの路線が変わらないだろうと語っている[131]。
- 2016年11月、ニューヨーク・タイムズ紙は、バノンを好戦的なポピュリストだとする記事を掲載し、トランプがバノンを戦略担当に起用したのはレイシスト（人種差別主義者）の声としてだという批評家の論評を報じた[132]。バノンは自身が人種差別主義者だとの疑惑を否定している[97][133]。またトランプは「バノンが人種差別主義者かオルタナ右翼だと思ったら私は彼を雇うことさえ考えなかった」と語っている[134]。
- 共和党内でもバノンを嫌う声があり、2017年4月には、米国下院外交委員長イリアナ・ロス・レイティネンは、非アメリカ的であるバノンをホワイトハウスから追放すべきだと語り[135]、同年12月には、米ニューヨーク州から選出されたピート・キング（英語版）下院議員は、バノンについて「政治の舞台に迷い込んだ、だらしない酔っぱらいみたいな風貌だ」と語った[136]。

## 支援者との関係
トランプ政権の主要な後援者であるロバート・マーサーと娘のレベッカ・マーサーが運営するマーサー財団の代理人である。トランプ政権の閣僚の多くがマーサー財団と縁が深い。バノンが代表を務めていた「ブライトバート・ニュース」はマーサー財団から1000万ドル（約11億円）もの資金提供を受けていたという。共和党関係者たちはアトランティック誌の取材に、「レベッカは本当にエリート主義への軽蔑という一点で、バノンと問題意識を共有している」と口々に語っている。しかし、レベッカはトランプがバノンを非難した際は自分と家族は既にバノンを支持してないことを表明した。

## TV出演
- 「トランプ大統領の懐刀　バノン氏が緊急生出演　“米朝決裂”後の戦略」『プライムニュース』BSフジ、2019年3月5日[137][138][139]
- 「トランプ大統領　誕生の立役者　スティーブン・バノン生出演」『報道1930』BS-TBS、2019年3月6日[140]
- 「トランプ大統領の実像～元側近バノン氏が激白」『ワイド!スクランブル』テレビ朝日、2019年3月8日
- 「“影の大統領”　元側近バノン氏語る　トランプ流裏側と再選戦術とは」『深層NEWS』BS日テレ、2019年3月8日[141][142]
- 『ワールドビジネスサテライト』テレビ東京、2019年3月8日

## 雑誌記事

### 寄稿・インタビュー
- スティーブン・バノン、安田峰俊 取材・構成「このままでは日本もアメリカも中国の属国となってしまう」『SAPIO』通巻595号／2018年1・2月号、小学館、2018年1月、16-17頁。
- スティーブン・バノン、河井克行 聞き手「ファーウェイの仮面を剝ぐ トランプの対中戦略と安倍首相　独占インタビュー」『月刊Hanada』第36号、飛鳥新社、2019年5月、30-45頁。
- 吉田清久、丸山淳一、ジム・ロジャーズ、スティーブン・バノン「深層NEWSの核心 米国ゲスト二人に聞く」『中央公論』第133巻(6) (通号 1627)、中央公論新社、2019年6月、230-233頁。

### 講演録
- スティーブン・バノン「暴露本「炎と怒り」で話題沸騰 トランプを裏切った男 S・バノンが語った!　大統領の実像と北朝鮮戦略、日本核武装…」『正論』第556号、産経新聞社、2018年3月、118-120頁。

### 鼎談
- スティーブ・バノン、小川榮太郎、木村太郎「なぜメディアのウソを信じるのか」『正論』第556号、産経新聞社、2018年3月、122-129頁。 - スティーブ・バノン名義の鼎談。

## 関連文献
- マイケル・ウォルフ 著、関根光宏、藤田美菜子 ほか 訳『炎と怒り　トランプ政権の内幕』早川書房、2018年2月。ISBN 978-4-15-209756-9。 - バノンの多くの発言が引用されている。
- ジョシュア・グリーン 著、秋山勝 訳『バノン 悪魔の取引　トランプを大統領にした男の危険な野望』草思社、2018年3月。ISBN 978-4-7942-2325-8。